# Omotik
Omotik (Ndorobo), gotovo izumrlo nilotsko pleme iz Kenije, oko 200 pripadnika (2000), nastanjeni oko Lemeka u distriktu Narok. Većina ih danas govori jezikom masai, i imaju svega oko 50 govornika (1980) koji se služe materinskim jezikom omotik, omotic, laamoot, ili "Ndorobo". 
Omotiki pripadaju skupini kolektivno nazvanoj Dorobo ili Ndorobo, a osim njih uključuju i skupine Datoga, Aramanik, Okiek, Mukogodo (Yaaku), Kinare, Chamus, Maasai Dorobo, El Molo, Kisankasa i Mediak, a jezično su ukljućeni u širu skupinu kalenjin.

## Vanjske poveznice
- Omotik